# Минаков, Андрей Дмитриевич
Андрей Дмитриевич Минаков (род. 17 марта 2002, Экенес, Южная Финляндия) — российский пловец, специализирующийся в плавании баттерфляем и вольным стилем. Мастер спорта России международного класса. Трёхкратный призёр чемпионата мира 2019 года, чемпион и призёр чемпионата Европы, шестикратный победитель и серебряный призёр III летних юношеских Олимпийских игр, действующий рекордсмен мира в эстафетном плавании, рекордсмен России в плавании на 100 метров баттерфляем (50,83).

## Биография
В детстве помимо плавания серьёзно занимался горнолыжным спортом, в 9 лет получив второй взрослый разряд. Однако его первый тренер, А. Н. Капралов, убедил выбрать плавание, разглядев в нём потенциал. Из-за недостаточных возможностей для тренировок и реализации своего таланта Минаков в 2013 году перешёл из спортшколы «Комета» к В. М. Луговкину. Под руководством нового наставника определился со своей специализацией — плавание баттерфляем. В 2015 году одержал свою первую победу, выиграв соревнования «Весёлый дельфин». С 2017 года тренер — Н. В. Луговкин.
В 2017 году стал одним из открытий сезона: на первенстве России в Саранске выиграл шесть золотых медалей, две из которых в личных видах программы (100 м вольным стилем и баттерфляем). На следующем крупном старте — Европейском юношеском олимпийском фестивале — одержал победы в шести дисциплинах. Был включён в состав сборной России на первенство мира, которое состоялось в Индианаполисе (США). На юниорском чемпионате мира завоевал три медали — бронзу на стометровке баттерфляем, серебро на дистанции вдвое короче и золото в комбинированной эстафете.
В следующем сезоне на первенстве Европы среди юниоров выиграл пять золотых и две серебряные награды. Представлял сборную России на III юношеских Олимпийских играх в Буэнос-Айресе, на которых завоевал шесть золотых медалей (три из них в личных заплывах — 50 и 100 м баттерфляем, а также стометровка вольным стилем) и одно серебро, что позволило ему стать наряду с Климентом Колесниковым самым титулованным спортсменом соревнований. Среди результатов особо выделяется победа на дистанции 100 метров баттерфляем, на которой он обыграл чемпиона Европы венгра Криштофа Милака и установил новый рекорд страны — 51,12 с.
В 2019 году впервые выиграл взрослый чемпионат России на своей коронной дистанции[уточнить] и отобрался на чемпионат мира. На главном старте сезона стал серебряным призёром, выступив в предварительном заплыве «кролевой» эстафеты 4×100 метров. Несколько дней спустя обновил рекорд России на дистанции 100 м баттерфляем, став первым россиянином, которому удалось выплыть из 51 секунды (50,94). В финальном заплыве вновь побил своё высшее достижение (50,83) и стал серебряным призёром на своей коронной дистанции[уточнить], уступив только рекордсмену мира американцу Калебу Дресселу. На следующий день Минаков выиграл свою третью награду чемпионата мира, став бронзовым медалистом в комбинированной эстафете 4×100 м.
В мае 2021 года на чемпионате Европы, который состоялся в Будапеште, Минаков в эстафете 4х100 метров в/с стал чемпионом Европы. На дистанции 100 метров вольным стилем завоевал бронзовую медаль, проплыв в финале за 47,74 секунды.

## Личные рекорды

### Длинная вода (50 м)
| Дистанция            | Время     | Дата       | Соревнование       | Место                     |
| -------------------- | --------- | ---------- | ------------------ | ------------------------- |
| 50 м вольным стилем  | 22,45     | 04.10.2020 | Финал Кубка России | Обнинск, Россия           |
| 100 м вольным стилем | 47,57 WJR | 30.10.2020 | Чемпионат России   | Казань, Россия            |
| 50 м баттерфляем     | 23,02     | 04.04.2021 | Чемпионат России   | Казань, Россия            |
| 100 м баттерфляем    | 50,83 NR  | 27.07.2019 | Чемпионат мира     | Кванджу, Республика Корея |

1. ↑  По состоянию на 28 марта 2025.